# Dinard Festival du film britannique
Pour les articles homonymes, voir Festival de Dinard.
Le Dinard Festival du film britannique est un festival français de cinéma qui a lieu tous les ans à Dinard en Ille-et-Vilaine (Bretagne) qui célèbre le cinéma britannique.
« Philosophie » d'origine de l'évènement :

« Devenir l'espace de quelques jours la capitale du cinéma britannique tel est l'objectif que Dinard s'est fixé. Lorsque Thierry de La Fournière nous a exposé son ambitieux projet, la complicité entre ce Festival et notre station touristique qui doit sa naissance à nos voisins anglais, s'est immédiatement imposée… Cette première édition sera, j'en suis persuadé, suivie de nombreuses autres car Dinard possède un atout essentiel à la réussite de cet évènement : une longue tradition d'accueil et donc d'ouverture d'esprit. »

— Marius Mallet, maire de Dinard, septembre 1990.
Station balnéaire très appréciée des Britanniques, Dinard accueille de façon logique un festival de cinéma consacré au cinéma britannique. Chaque année, il met en compétition six films, dont le meilleur — désigné par un jury de personnalités — remporte le prix du Hitchcock d'or. Des avant-premières sont également organisées pour le public, ainsi que des hommages à des grands noms du cinéma britannique et des rétrospectives. Souvent, une séance spéciale intervient aussi, dans laquelle est présenté en avant-première un film français qui a été coproduit par les Britanniques ou a été tourné au Royaume-Uni.

## Historique
En 1990, Thierry de la Fournière lançait l’idée d’un festival consacré à ce cinéma britannique vigoureux et original porté par un trio d’auteurs : Mike Leigh, Stephen Frears et Ken Loach. De la chronique sociale à la comédie déjantée, de la fresque en costumes au drame sentimental, les Britanniques réalisent des films d’une grande vitalité, qu’ils soient loufoques, âpres ou violents.
« Le Festival de Dinard a eu la chance de débuter au moment même où le cinéma britannique revivait et depuis Dinard joue pleinement son rôle de “pont cinématographique” entre la Grande Bretagne et la France. » Depuis le Festival n’a fait que croître en notoriété et en fréquentation, atteignant plus de 31 800 entrées en 2018 avec la très médiatique présidente Monica Bellucci ; mais la valeur ajoutée du Festival réside dans une sélection diversifiée qui met l’accent sur l’inédit. Il est vraiment le berceau d’avants-premières pour des films britanniques distribués sur le marché français.
Des présidentes et présidents prestigieux accompagnés d’un jury toujours franco-britannique ont honoré le tapis rouge de leur présence tels : Nicole Garcia, Catherine Deneuve, Claude Lelouch, Jean Rochefort, Nathalie Baye, Etienne Chatilliez, Jean-Paul Rappeneau, Lambert Wilson, Emily Watson, Kristin Scott Thomas, Jane Birkin, Sabine Azéma, Charlotte Rampling, Terence Young, Ben Kinsley, Rupert Grint, Alex Lutz, Sabrina Ouazani.
Depuis 29 ans, des invités passent 5 jours à fêter le cinéma britannique à Dinard : Roger Moore, Christopher Lee, Hugh Grant, Charles Dance, Gérard Darmon, Pascal Légitimus, Charlotte Gainsbourg, Etienne Daho, Michèle Laroque, Cécile de France, Samuel Le Bihan, François Berléand, Patrice Leconte, Brenda Blethyn, Dany Boyle, Stephen Fry, Stephen Frears, John Hurt, James Ivory, Mike Leigh, Vanessa Redgrave, Rachel Weisz, Timothy Spall, Colin Firth, Pawel Pawlikovski ou Dominic Besnehard.
Hussam Hindi est directeur artistique de 1996 à 2019, Dominique Green lui succède à partir de 2020.

### Edition 2024
En 2024, le festival change de nom et devient le festival du film britannique et irlandais de Dinard. Le jury est présidé par Arielle Dombasle. Le Hitchcock d'or est remis à September Says d'Ariane Labed.

## Organisation
Le festival se décompose en 3 temps forts :
1 • “ Dinard fait son cinéma ” aussi appelé “le pré-festival” et qui est composé de :
> Séances gratuites le week-end précédant le Festival à Dinard, Pleurtuit et Saint-Lunaire (films des années passées)
2 • Le Festival scolaire : la semaine précédant le Festival et qui permet à près de 10 000 enfants et professeurs de venir visionner des films britanniques.

3 • Les 5 jours du Festival : le festival commence le mercredi et se termine le dimanche, avec une cérémonie d’ouverture le jeudi et une cérémonie de clôture le samedi incluant la remise des prix.

## Prix décernés
- Grand Prix du Jury : Hitchcock d'or
- Hitchcock de la meilleure interprétation
- Prix spécial du Jury
- Prix du public : Hitchcock du Public long-métrage / Hitchcock du Public shortcut